# Wskaźnik nastrojów konsumenckich Uniwersytetu Michigan

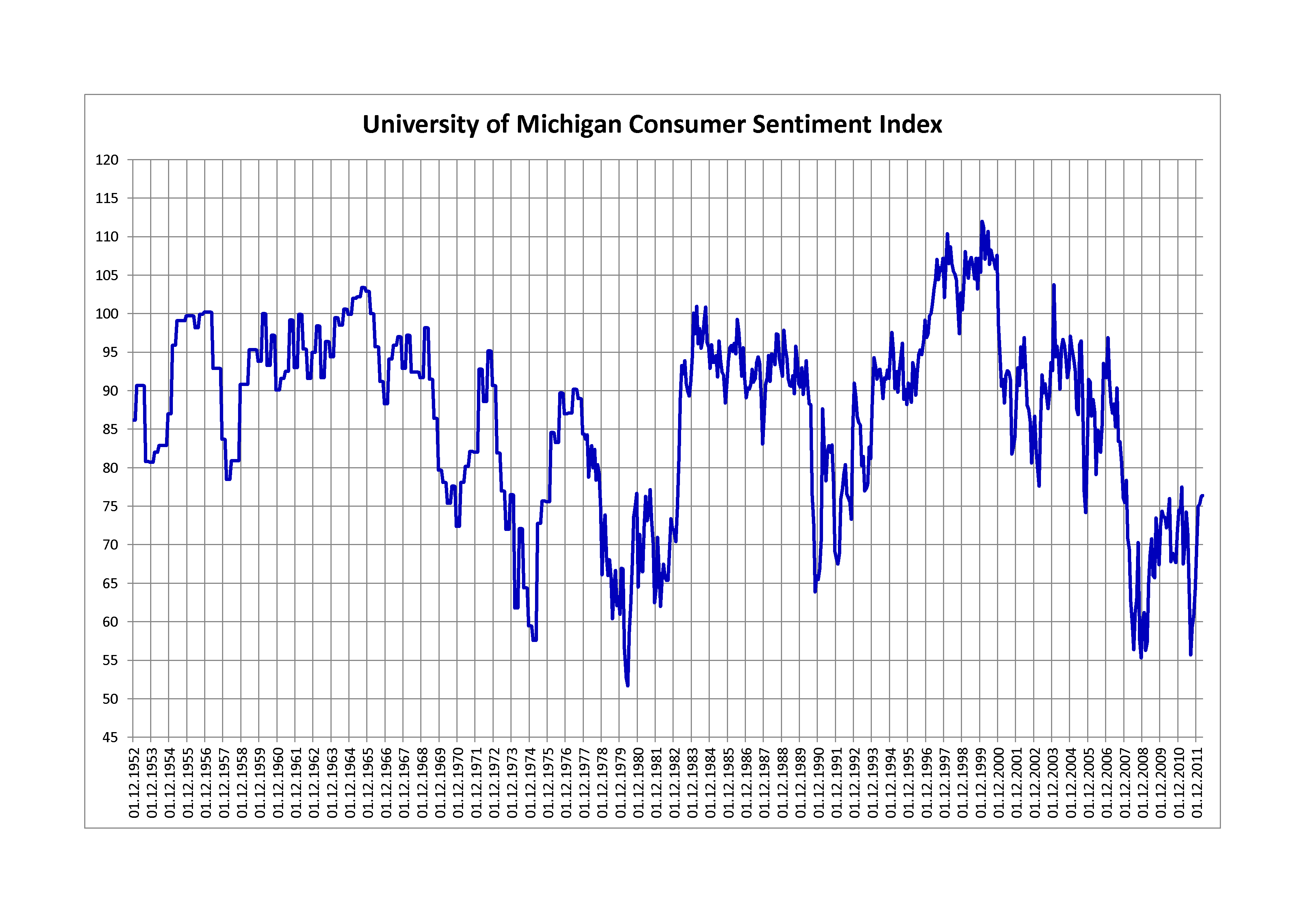
Wskaźnik nastrojów konsumenckich Uniwersytetu Michigan w latach 1952–2012

Wskaźnik nastrojów konsumenckich Uniwersytetu Michigan, CSI (od ang. University of Michigan Consumer Sentiment Index) – amerykański wskaźnik ufności konsumenckiej sporządzany co miesiąc od 1991 przez Uniwersytet Michigan oraz Thomson Reuters. 
Około 15 dnia miesiąca publikowany jest wstępny odczyt, a pełne dane podawane są pod koniec miesiąca. Badanie polega na przeprowadzeniu drogą telefoniczną ankiet z 500 losowo wybranymi obywatelami Stanów Zjednoczonych (bez Alaski i Hawajów). Zadawanych jest im 50 pytań. Wartość wskaźnika jest odnoszona do wartości 100 z roku 1964.
Wskaźnik został sporządzony pod koniec lat 40. XX wieku przez profesora George'a Katonę z Uniwersytetu Michigan. Od tego czasu rozwinął się do formy reprezentatywnej dla całego kraju ankiety, bazującej na telefonicznych wywiadach z przedstawicielami gospodarstw domowych. Są one wykorzystywane do szacowania wskaźnika nastrojów konsumenckich (CSI). Wskaźnik oczekiwań konsumenckich (podwskaźnik ICS) szacuje, jak konsumenci postrzegają obecną sytuację, oraz przewiduje jej kształtowanie się w bliskiej i dalszej przyszłości. Jest on uwzględniany we wskaźniku Composite Index of Leading Indicators, publikowanym przez Biuro Analiz Ekonomicznych w Departamencie Handlu Stanów Zjednoczonych.

## Cele
Wskaźnik nastrojów konsumenckich ma za zadanie:
- ocenić bieżący stosunek konsumentów do klimatu biznesowego, finansów osobistych i wydatków
- próbować ocenić zmiany zachodzące w gospodarce oraz ułatwić ich zrozumienie
- dostarczyć środki do włączenia pomiarów empirycznych przewidywań konsumentów do modeli dotyczących wydatków i oszczędności konsumentów
- ustalić przewidywania ekonomiczne oraz prawdopodobne kształtowanie się przyszłych wydatków przeciętnego konsumenta
- ocenić poziom optymizmu/pesymizmu wśród gospodarstw domowych.

## Wpływ
Wartość wskaźnika może wpływać na kurs dolara oraz akcji i obligacji.
CNBC podał do wiadomości 12 czerwca 2013, iż Uniwersytet Michigan dostarcza dane dla Thompson Reuters z wyprzedzeniem, w efekcie czego Reuters może informować wybranych klientów o wartości wskaźnika tuż przed publikacją wstępnego odczytu danych. Agencja wysyła im informacje dwie sekundy przed odczytem (przed 9:55 rano) poprzez szybkie kanały komunikacji. CNBC wynotował wzrost aktywności na rynkach w ciągu milisekund po godzinie 9:54:58. Wynika z tego, iż subskrybenci mogą wykorzystać przewagę z faktu posiadania informacji wcześniej niż rynek. Były szef Amerykańskiej Komisji Papierów Wartościowych i Giełd, Harvey Pitt, wyraził zaniepokojenie, że takie działania mogą zmniejszyć zaufanie opinii publicznej do rynku. Thomson Reuters ogłosił 8 lipca 2013, że wstrzymał tę formę insider tradingu na mocy porozumienia z prokuratorem generalnym stanu Nowy Jork. Uniwersytet Michigan przyznał w oświadczeniu prasowym, iż za przesyłanie danych przed odczytem otrzymywał milion dolarów, potrzebny do finansowania badania.

## Wartości ekstremalne
Najniższą wartość wskaźnik osiągnął w maju 1980 (51,8 punktu), a najwyższą w styczniu 2000 roku (112 punktów).